# Deutsche Nachwuchsmannschaftsmeisterschaft (Badminton)
Deutsche Nachwuchsmannschaftsmeisterschaften im Badminton werden seit der Saison 1965/1966 ausgetragen, in der DDR schon seit 1960/1961. 1998 wurden die bis dahin als U-18-Meisterschaft ausgetragenen Titelkämpfe zur U-19-Meisterschaft geändert. Für die noch jüngeren Talente gibt es seit der Saison 1974/1975 eine Mannschaftsmeisterschaft der U14. Auch hier wurde das Alter der startberechtigten Spieler 1998 um ein Jahr angehoben. Die Meisterschaften der Altersklassen U19 (U18) und U15 (U14) wurden bisher in der Bundesrepublik immer gemeinsam ausgetragen. Von 1979 bis 1987 fand in Westdeutschland zusätzlich noch eine Mannschaftsmeisterschaft der U22 separat statt.

## Austragungsorte
| Jahr | Datum            | Ort           |
| ---- | ---------------- | ------------- |
| 1966 | 05.01.1966       | Düsseldorf    |
| 1967 | 13. – 14.05.1967 | Hamburg       |
| 1968 | 11. – 12.05.1968 | Solingen      |
| 1969 | 10. – 11.05.1969 | Lübeck        |
| 1970 | 09. – 10.05.1970 | Salzgitter    |
| 1971 | 15. – 16.05.1971 | Neunkirchen   |
| 1972 | 22. – 23.04.1972 | Wiesbaden     |
| 1973 | 05. – 06.05.1973 | Langenfeld    |
| 1974 | 04. – 05.05.1974 | Koblenz       |
| 1975 | 10. – 11.05.1975 | Königswinter  |
| 1976 | 24. – 25.04.1976 | Langendiebach |
| 1977 | 23. – 24.04.1977 | Solingen      |
| 1978 | 22. – 23.04.1978 | Glinde        |
| 1979 | 05. – 06.05.1979 | Brauweiler    |
| 1980 | 12. – 13.04.1980 | Bottrop       |
| 1981 | 09. – 10.05.1981 | Ingolstadt    |
| 1982 | 24. – 25.04.1982 | Brauweiler    |
| 1983 | 23. – 24.04.1983 | Baunatal      |
| 1984 | 28. – 29.04.1984 | Offenbach     |
| 1985 | 27. – 28.04.1985 | Brauweiler    |
| 1986 | 26. – 27.04.1986 | Heiligenwald  |
| 1987 | 25. – 26.04.1987 | Langenfeld    |
| 1988 | 23. – 24.04.1988 | Wyk auf Föhr  |

| Jahr | Datum             | Ort             |
| ---- | ----------------- | --------------- |
| 1989 | 22. – 23.04.1989  | Brauweiler      |
| 1990 | 28. – 29.04.1990  | Langenfeld      |
| 1991 | 27. – 28.04.1991  | Anspach         |
| 1992 | 25. – 26.04.1992  | Langenfeld      |
| 1993 | 24. – 25.04.1993  | Bad Bentheim    |
| 1994 | 23. – 24.04.1994  | Langenfeld      |
| 1995 | 22. – 23.04.1995  | Langenfeld      |
| 1996 | 19.–21.04.1996    | Langenfeld      |
| 1997 | 25.–27.04.1997    | Achern          |
| 1998 | 09.–10.05.1998    | Beuel           |
| 1999 | 30.04.–02.05.1999 | Augsburg        |
| 2000 | 05.–07.05.2000    | Langenfeld      |
| 2001 | 04.–06.05.2001    | Wesel           |
| 2002 | 03.–05.05.2002    | Langenfeld      |
| 2003 | 02.–04.05.2003    | Berlin          |
| 2004 | 07.–09.05.2004    | Dillingen/Donau |
| 2005 | 29.05.–01.05.2005 | Langenfeld      |
| 2006 | 05.–07.05.2006    | Lübeck          |
| 2007 | 04.–06.05.2007    | Dillingen/Donau |
| 2008 | 02.–04.05.2008    | Neusäß          |
| 2009 | 01.–03.05.2009    | Langenfeld      |
| 2010 | 30.04.–02.05.2010 | Gera            |
| 2011 | 29.04.–01.05.2011 | Berlin          |

| Jahr | Datum             | Ort                    |
| ---- | ----------------- | ---------------------- |
| 2012 | 04.–06.05.2012    | Lauf                   |
| 2013 | 03.–05.05.2013    | Berlin                 |
| 2014 | 02.–04.05.2014    | Bad Vilbel-Dortelweil  |
| 2015 | 01.–03.05.2015    | Mülheim an der Ruhr    |
| 2016 | 06.–08.05.2016    | Regensburg             |
| 2017 | 28.–30.04.2017    | Mülheim an der Ruhr    |
| 2018 | 04.–06.05.2018    | Mülheim an der Ruhr    |
| 2019 | 03.–05.05.2019    | Mülheim an der Ruhr    |
| 2020 | 01.–03.05.2020    | Mülheim an der Ruhr    |
| 2021 | 22.–24.05.2021    | Bonn/Bergisch Gladbach |
| 2022 | 29.04.–01.05.2022 | Mülheim an der Ruhr    |
| 2023 | 28.–30.04.2023    | Lüdinghausen           |
| 2024 |                   |                        |
| 2025 |                   |                        |
| 2026 |                   |                        |
| 2027 |                   |                        |
| 2028 |                   |                        |
| 2029 |                   |                        |
| 2030 |                   |                        |
| 2031 |                   |                        |
| 2032 |                   |                        |
| 2033 |                   |                        |
| 2034 |                   |                        |

## Meister und Platzierte U14
| Saison    | Erster | Zweiter                    | Dritter            |
| --------- | --- | -------------------------- | ------------------ |
| 1974/1975 | VfL Berliner Lehrer |                            |                    |
| 1975/1976 | BV Wesel Rot-Weiss |                            |                    |
| 1976/1977 | FC Langenfeld |                            |                    |
| 1977/1978 | PSV Bremerhaven |                            |                    |
| 1978/1979 | Kölner FC Blau-Gold |                            |                    |
| 1979/1980 | TTC Brauweiler 1948 |                            |                    |
| 1980/1981 | Hannover 96 (Thorsten Neumann, Markus Kretschmann, Christian Otte, Carlos Vela Gomez, Carolin Albrecht, Ariane Deckert, Katrin Schmidt)       |                            |                    |
| 1981/1982 | FC Langenfeld |                            |                    |
| 1982/1983 | KSV Baunatal | BV Wesel Rot-Weiss         |                    |
| 1983/1984 | KSV Baunatal | BV Wesel Rot-Weiss         |                    |
| 1984/1985 | KSV Baunatal |                            |                    |
| 1985/1986 | TTC Brauweiler 1948 | BV Wesel Rot-Weiss         |                    |
| 1986/1987 | TTC Brauweiler 1948 |                            |                    |
| 1987/1988 | SG Anspach |                            |                    |
| 1988/1989 | 1. BV Mülheim | TuS Gildehaus              |                    |
| 1989/1990 | Berliner Leistungs-Zentrum | TuS Gildehaus              | Klever BG          |
| 1990/1991 | FC Langenfeld | Berliner Leistungs-Zentrum | SG EBT Berlin      |
| 1991/1992 | FC Langenfeld (Sebastian Honert, Christian Baudewein, Mike Joppien, Marcus Berghaus, Björn Joppien, Nina Willems, Ilka Korte, Jessica Rößler) | TuS Gildehaus              | BV Wesel Rot-Weiss |
| 1992/1993 | BSC Wesel | TSV Berkenthin             | 1. BC Beuel        |
| 1993/1994 | 1. BC Beuel |                            |                    |
| 1994/1995 | BV Gifhorn | BC Aschaffenburg           | SV Spaichingen     |
| 1995/1996 | 1. BCW Hütschenhausen | Hannover 96                | Farmsener TV       |
| 1996/1997 | TuS Gildehaus |                            |                    |

## Meister und Platzierte U15
| Saison    | Erster | Zweiter | Dritter |
| --------- | --- | --- | --- |
| 1998      | SSV Waghäusel | | BV Wesel Rot-Weiss |
| 1999      | FC Loppenhausen (Carola Bott, Benjamin Lanzinger, Saskia Moos, Markus Schmidt, Senja Töpfer) | | |
| 2000      | BV Gifhorn von 1968 (Guido Radecker, Andreas Kühling, Markus Domanski, Andres Westermann, Christian März, Alexander Ohk, Annekatrin Lillie, Kathrin Schindler, Alexandra Oliver, Simone Peters)                                  | 1. BV Mülheim (Gregory Schneider, Sebastian Wennemers, Julien Pohl, Denis Nyenhuis, Tanja Spennhoff, Isabel Wilbert)                                                                                                 | TSV Neuhausen-Nymphenburg |
| 2001      | 1. BV Mülheim (Tim Engel, Julien Bast, Robert Nysten, Julien Pohl, Katrin Rylender, Denis Nyenhuis, Alexander Roovers, Kat. Woitschetzki, David Stremlau, Susanna Früh)                                                          | TSG Erlensee (Markus Heber, Timm Schützhofer, Caroline Georg, Nathalie Schalk, Patrick Krämer, Sebastian Hein, Roland Heck)                                                                                          | SV Fischbach 1959 (Lisa Weggenmann, Daniel Hammes, Dieter Domke, Anna Kick, Fabian Frambach, Mirko Werner, Alexandra Emirze, Fabian Hammes, Nils Lenhardt)                                                                      |
| 2002      | SG Post/Süd Regensburg (Peter Käsbauer, Sabrina Engerer, Sandra Eckstein, René Rügamer, Manuel Massari, Lukas Schmidt) | SV Fischbach 1959 (Mirko Werner, Eva Mayer, Philipp Junker, Fabian Hammes, Dieter Domke, Anna Kick, Lena Werner, Gregor Hackfort)                                                                                    | 1. BV Mülheim (Katharina Altenbeck, Yasmina Fahim, Tim Fillbrunn, Alexander Roovers, Tim Engel, Yasmin Dittmann, Mathieu Pohl)                                                                                                  |
| 2003      | SG Post/Süd Regensburg (Schmidt, Lukas Schmidt, Julia, Massari, Manuel Giebfried, Katharina, Rügamer, Rene Storch, Amelie, Käsbauer, Peter Volbert, Sarah, Kapaun, Stefan, Flemming, David)                                      | SV Fischbach 1959 (Fabian Hammes, Eva Mayer, Philipp Junker, Maike Geib, Jens Steinbach, Anna Kick, Julian Degiuli, Sonja Kick, Julian Lenhardt, Marco Geib, Philip Merz, Jonas Geigenberger)                        | SpVgg Sterkrade-Nord (Tim Fillbrunn, Linda Hartjes, Dave Eberhard, Jessica Röthel, Fabian Bieber, Jennifer Gertsen, Fabian Pennenkamp, Sabrina Becker, Mirko Fillbrunn, Melanie Hußmann, Mirco Janssen, Steffen Becker)         |
| 2004      | FC Langenfeld (Phillippe Craul, Fabienne Deprez, Jannis Hoffsümmer, Eileen Antwerpes, Tim Fillbrunn, Lena Busse, Jonas Weise, Mirko Fillbrunn)                                                                                   | TV Dillingen (Korbinian Renner, Michael Arnolds, Amelie Storch, Angelika Mack, Florian Berchtenbreiter, Johannes Rabak, Christian Linder, Benedikt Behringer, Engelke Rasche)                                        | SV Fischbach 1959 (Julian Degiuli, Jonas Geigenberger, Maike Geib, Alina Hammes, Philip Merz, Richard Domke, Sonja Kick) |
| 2005      | TV Dillingen (Amelie Storch, Tobias Vogel, Florian Berchtenbreiter, Tobias Wadenka, Benedikt Behringer, Engelke Rasche) | FC Langenfeld (Phillippe Craul, Fabienne Deprez, Eileen Antwerpes, Kevin Walter, Mirko Fillbrunn, Felix Stelter, Fabian Scherpen)                                                                                    | BG KWO/Berliner Brauereien (Tom Scholz, Robert Maurer, Franziska Ottrembka, Franziska Burkert, Lin Yu Oei, Marcel Stechert, Carla Nelte, Eike Koehler)                                                                          |
| 2006      | TSV Lauf (Benedikt Behringer, Max Schwenger, Sebastian Plaum, Andreas Pistorius, Daniel Fricke, Celina Lißel, Isabel Herttrich)                                                                                                  | BV Drömling (Yannik Joop, Daniel Dehn, Niklas Schlösser, Jan Steinmann, Lars Sauerwald, Henriette Lange, Laura Gredner)                                                                                              | TV Refrath (Kevin Mischke, Fabian Janik, Sven Flosbach, Jenny Groneuer, Sebastian Brings, Mette Stahlberg, Julika Zimmermann)                                                                                                   |
| 2007      | TSV Lauf (Benedikt Knadler, Max Schwenger, Sebastian Plaum, Fabian Holzer, Katharina Krassa, Lisa Niepelt, Isabel Herttrich) | TuS Schwanheim (Peter Lang, Bela Franzke, Jens Kamburg, Lorenz Becker, Sven Kamburg, Andreas Simon, Lena Krämer, Benaria Plagens, Luisa Glaser)                                                                      | BC 82 Osnabrück (Morten Daugaard-Hansen, Albert Fink, Nils Rodefeld, Felix Ellermann, Philipp Roesener, Mariell Kerk, Corinne Beutler, Ann-Kathrin Krol)                                                                        |
| 2008      | SG EBT Berlin (Dennis Spengler, Tobias Hafner, Martin Kroll, Francis Karge, Ciaran Fitzgerald, Meike Behrens, Linda Näfe, Samana Hussein)                                                                                        | SG VfB/SC Peine (Lars Sauerwald, Marvin Zägel, Lucas Gredner, Lukas Behme, Paul Jäde, Justus Jäde, Kristin Steinmann, Alena Bührig)                                                                                  | TSG Augsburg (Michael Teuber, Dominik Parak, Daniel Parak, Mario Kaiser, Tobias Güttinger, Muriel Böckhoff, Mirjam Pichler, Alice Böckhoff)                                                                                     |
| 2009      | TSV 1906 Freystadt (Florian Waffler, Johannes Pistorius, Joey Lissel, Philipp Serby, Johanna Reinhardt, Tania Jötten, Laila Jötten)                                                                                              | Horner TV Hamburg (Jonas Förtsch, Marco Hamann, Marc Flato, Claas Lantau, Kai Hagemann, Franziska Volkmann, Catharina Krüger)                                                                                        | SG VfB/SC Peine (Lucas Gredner, Lukas Behme, Pablo Hebestreit, Dennis Bauer, Paul Jäde, Alena Bührig, Gesa Thunert) |
| 2010      | TSV 1906 Freystadt (Philipp Serby, Felix Kick, Tobias Eckstein, Johannes Pistorius, Stefan Waffler, Kevin Serby, Tim Fischer, Laila Jötten, Tania Jötten, Lara Neumüller)                                                        | Blau-Weiß Wittorf Neumünster (Maximilian Meister, Torge Bauer, Bjarne Geiss, Ole Hammerich, Maximilian Graf, Enno Elges, Tjorven Geiss, Leon Kneip, Nadine Cordes, Nele Rubow, Amelie Triebel)                       | SSV Pennigsehl-Mainsche (Paul Jäde, Yannick Friedrich, Moritz Steingrube, Nils Brandes, Malte Wendt, Taulant Hana, Kevin Sattler, Justus Jäde, Larina Tornow, Julia Bantin, Aileen Pfaffe, Marie Pinkernell)                    |
| 2011      | TSV Bad Abbach (Stefan Waffler, Lukas Böhnisch, Felix Kick, Benjamin Dierks, Matthias Dürmeier, Charleen Lissel, Helena Storch, Sandra Strassl)                                                                                  | Blau-Weiß Wittorf Neumünster (Bjarne Geiss, Johann Oetjens, Enno Elges, Torge Bauer, Simon Bode, Falk Roßmann, Maximilian Graf, Nadine Cordes, Nele Rubow, Carina Hingst)                                            | 1. BC Beuel (Max Weißkirchen, Leo Kukat, Felix Gunzer, Raffael Gretenkort, Vincent Frank, Philipp Alfter, Eva Janssens, Anna Jörg, Verena Lemke, Marit Praetz)                                                                  |
| 2012      | Blau-Weiß Wittorf Neumünster (Bjarne Geiss, Torge Bauer, Simon Bode, Falk Roßmann, Bastin Winkel, Leon Heib, Carina Hingst, Annika Meyer, Paulina Uhlich, Sahra Duggen)                                                          | SC Union 08 Lüdinghausen (Jan Kemper, Till Arne Storzer, Florian Kneilmann, Mathis Neuhäuser, Timon Vogt, Till Evers, Maike Pällmann, Jule Rosenbaum, Lena Strotmann, Nina Höning)                                   | 1. BC Beuel (Leo Kukat, Felix Gunzer, Christopher Klauer, Raffael Gretenkort, Anna Jörg, Katja Holenz, Teresa Rondorf, Marit Praetz)                                                                                            |
| 2013      | PTSV Rosenheim (Max Kick, Pia Becher, Julian Edhofer, Paula Kick, Alexander Niesner, Monika Weigert, Dominik Zepmeisel, Christina Weigert, Pascal Scheiel, Michael Veicht)                                                       | SV Fun-Ball Dortelweil (Huy-Van Ta, Huy-Minh Nguyen, Christian Burdenski, Sven Rotter, Duc-Vi Nguyen, Frederik Lein Xuan Giao-Tien Nguyen, Lara Hagemann)                                                            | Heesseler SV (Justus Jäde, Marvin Ottermann, Ole Hahn, Leon Schober, Lena Moses, Debora Caspari) |
| 2014      | PTSV Rosenheim (Paula Kick, Monika Weigert, Pia Becher, Pascal Scheiel, Max Kick, Julian Edhofer, Alexander Niesner, Patrick Scheiel, Daniel Rapphahn)                                                                           | SV Fun-Ball Dortelweil (Huy Minh Nguyen, Giao Tien Nguyen, Christian Burdenski, Michelle Antony, Sven Rotter, Kayleen Shi, Duc-Vi Nguyen, Mareike Merk, Linus Rauffmann, Neha Shrikhande, Yan Wei, Christian Dumler) | TV Refrath (Chenyang Jiang, Runa Plützer, Moritz Rappen, Laura Weilberg, Enrico Kausemann, Laura Berger, Fritz Leon Binus, Lara Börsch, Elias Beckmann, Nele van der Coelen, Corvin Schmitz, Marcello Kausemann, Bennet Peters) |
| 2015      | 1. BC Beuel (Lukas Resch, Leo Johnson, Marvin Datko, Moritz Rappen, Ben Gatzsche, Selina Giesler, Greta Petersen, Hannah Jänichen, Nina Becker)                                                                                  | SV Fun-Ball Dortelweil (Christian Dumler, Huy-Minh Nguyen, Linus Rauffmann, Yan Wie, Caroline Huang, Neha Shrikhande)                                                                                                | TV Refrath (Enrico Kausemann, Corvin Schmitz, Chenyang Jiang, Marcello Kausemann, Nele Van Der Coelen, Laura Weilberg, Lara Börsch, Sven-Eric Becker, Bennet Peters, Enrico Kausemann)                                          |
| 2016      | Horner TV (Tomic Ludwig, Anton Riha, Matthias Kicklitz, Felix Bachmann, Jonathan Dresp, Ben Milewski, Eric Teller, Emma Moszczynski, Thuc Phuong Nguyen, Jette Ermler und Lara Dreessen)                                         | SSV Pennigsehl-Mainsche (Marvin Schmidt, Thies Huth, Morten Mehmert, David Schilling, Alexander Schlegel, Bjarne Janetzko, Jannik Schmidt, Michelle Beecken, Sarah Lesemann, Frederike Pfaffe und Stina Vrielmann)   | PSV Gelsenkirchen-Buer (Kenneth Raik Zenker, Florian Englich, Kian Yek, Niklas Marczinczyk, Timo Stelten, Leona Michalski, Evrim Düzenli und Julie Marzoch)                                                                     |
| 2017      | SSV Pennigsehl-Mainsche (Marvin Schmidt, Thies Huth, David Schilling, Alexander Schlegel, Jannik Schmidt, Aaron Möller, Luca Pfannenschmidt, Florentine Schöffski, Stina Vrielmann, Amelie Schröder und Julia Möhlenkamp)        | Horner TV (Matthias Kicklitz, Felix Bachmann, Jonathan Dresp, Justus Graumann, Eric Teller, Ben Milewski, Thuc Phuong Nguyen, Susanna Brenske und Lara Dreessen)                                                     | TV Hofheim (Lars Rügheimer, Nils Discher, Nils Schmidt, Karl Nagel, Julian Eisenbach, Mareike Bittner, Julia Bothe und Cora Höppner)                                                                                            |
| 2018      | 1. BV Mülheim (Malik Bourakkadi, Nils Dubrau, Karl Sufryd, Jarne Schlevoigt, Art Geisen, Johann Sufryd, Mika Poste, Mika Kulschewski, Julia Meyer, Svea Marie Stempniak, Finja Rosendahl und Emily Folgmann)                     | Horner TV (Rasmus Hommelgaard, Kenneth Neumann, Jonathan Dresp, Justus Graumann, Ben Milewski, Eric Teller, Thuc Phuong Nguyen, Susanna Brenske, Lara-Sophie Dreessen und Jette Ermler)                              | 1. BC Beuel (Simon Rieck, Til Gatzsche, Alexander Becsh, Hendrik Stagge, Niklas Hosnofsky, Philipp Irsen, Anna Mejikovskiy, Mia Pethes, India Sinner und Jolina Abel)                                                           |
| 2019      | Horner TV (Jonathan Dresp, Kenneth Neumann, Justus Graumann, Ben Milewski, Eric Teller, Hannes Blühdorn, Michel Schuster, Tony Chengxi Wang, Lara Dreessen, Jette Ermler, Marie Sander, Elisa Teller und Pauline Sander)         | TV Refrath (Nikolaj Stupplich, Nikolas Klauer, Julian Strack, Julian Marcus, Noah Volkmann, Tim Barion, Antonia Kuntz, Lena Schwerm und Jana Steffes)                                                                | TSV Heimaterde Mülheim (Philipp Volovnik, Robin Kastenholz, Tom Franke, Nick Weinfurtner, Elias Tückmantel, Selin Hübsch, Cara Siebrecht und Jule Alberts)                                                                      |
| 2020 2021 | nicht ausgetragen | nicht ausgetragen | nicht ausgetragen |
| 2022      | TV Refrath (Tim Schmitz, Fynn Ohliger, Jonah Strack, Mika Dörschel, Nils Barion, Timon Polley, Jona Große, Gloria Poluektov, Maike Iffland, Kalliope Hermel, Nina Steffes, Fanny Gieseke)                                        | SV Harkenbleck (Felix Schütt, Hannes Möller, Simon Jende, Nils Möller, Leonie Sauer, Leonie Schliwa, Marie Thesing)                                                                                                  | TV Hofheim (Jan Noah Ickstadt, Luca Knoch, Adrien Strohhecker, Zhen Huang, Sathvik Shankar, Marlene Buttkus, Riddhima Sinha, Helena Huang, Maya Yildiz)                                                                         |
| 2023      | SC Union 08 Lüdinghausen (Leon Kaschura, Linus Emmerich, Felix Sargin, Bela Bergmann, Dominik Vollmer, Christian Reiners, Konstantin Tonner, Aylia Vogt, Julika Block, Juna Bartsch, Fiona Bergen, Ineke Block, Amelie Kaschura) | TV Hofheim (Zhen Huang, Adrien Strohhecker, Sathvik Shankar, Anton Winter, Bennet Dittrich, Malte Filgraebe, Helena Huang, Maya Yildiz, Carla Gräfe)                                                                 | TV Refrath (Hannes Lauber, Fynn Ohliger, Nils Barion, Luis Ebert, Tristan Theobald, Timon Polley, Kolja Nukpezah, Kalliope Hermel, Nina Steffes, Fanny Gieseke, Pia Rappen)                                                     |
| 2024      | | | |
| 2025      | | | |

## Meister und Platzierte U18
| Saison    | Erster | Zweiter | Dritter                                      |
| --------- | --- | --- | -------------------------------------------- |
| 1965/1966 | TSV Marl-Hüls (Scheer, Kruse, Hohlfeld, Meier, Schwanz, Brigitte Potthoff) | 1. BC Beuel (Roland Maywald, Karl Weiland, Gisela Fischer, …)                                                                              | VfB Lübeck und TSV Ehmen                     |
| 1966/1967 | FC Langenfeld (Ulli Gumpert, Klaus Gorholt, Sonnenberg, Hans Döhrn, Helga Schumacher, Schütte) | VfB Lübeck (Dieter Schulz, Norbert Gramke, Dieter Groß, Wolfgang Meier, Angelika Meier, Hanni Schwark)                                     |                                              |
| 1967/1968 | VfB Lübeck (Dieter Schulz, Norbert Gramke, Dieter Groß, Wolfgang Meier, Angelika Meier, Hanni Schwark) | SC Union Lüdinghausen (Michael Schnaase, R. Schwering, Reinhard Rempt, Barbara Schnaase, Monika Frankus)                                   | WMTV Solingen und SC Sportfreunde Salzgitter |
| 1968/1969 | VfB Lübeck | WMTV Solingen (Norman Röhr, Ernst Köhnen, Franz-Josef Gräf, Horst Koss, Bernd Tefke, Christine Herweg, Heide Remers)                       |                                              |
| 1969/1970 | SC Sportfreunde Salzgitter | |                                              |
| 1970/1971 | 1. BC Beuel | |                                              |
| 1971/1972 | BSC Eintracht/Südring 1931 | |                                              |
| 1972/1973 | TG Zell | TV Emsdetten | Hamburger SV                                 |
| 1973/1974 | BV Wesel Rot-Weiss | |                                              |
| 1974/1975 | Hamburger SV | |                                              |
| 1975/1976 | TG Zell | SV Fortuna Regensburg |                                              |
| 1976/1977 | WMTV Solingen (Patricia Günther, Heike Neues, Gundula Zinn, Jörg Diehl, Jürgen Nees, Udo Winterstein, Frank Claasen, Ingo Brabender (Ersatzspieler), Stefan Ritter (Ersatzspieler), Trainer Manfred Baden) | TV Mainz-Zahlbach (Thomas Künstler, Jürgen Gebhardt, W. Bierbaum, H. Gebhardt, B. Deusser)                                                 |                                              |
| 1977/1978 | Büchener SV (Roland Ramson, Torsten Schedalke, Thomas Grabowski) | SV Fortuna Regensburg (Gerhard Treitinger, Klaus Treitinger, Gerhard Höcherl, Bernhard Steppan, Uschi Haase, Ulrike Schütz, Evi Linsmeier) | BV Wesel Rot-Weiss                           |
| 1978/1979 | SC Langenhagen | |                                              |
| 1979/1980 | SC Langenhagen | |                                              |
| 1980/1981 | Bottroper BG | DJK Ingolstadt |                                              |
| 1981/1982 | TTC Brauweiler 1948 | |                                              |
| 1982/1983 | TTC Brauweiler 1948 | |                                              |
| 1983/1984 | TTC Brauweiler 1948 | |                                              |
| 1984/1985 | TTC Brauweiler 1948 | |                                              |
| 1985/1986 | TTC Brauweiler 1948 | |                                              |
| 1986/1987 | KSV Baunatal (Andreas Schmidt, Michael Helber, Thomas Berger, Tobias Sattler, Oliver Becker, Oliver Helber, Marcus Lilienthal, Britta Zimmermann, Jutta Stülpner, Stefanie Stöber, Christina Bauer)        | |                                              |
| 1987/1988 | TTC Brauweiler 1948 | |                                              |
| 1988/1989 | KSV Baunatal | TTC Brauweiler 1948 | BV Wesel Rot-Weiss                           |
| 1989/1990 | TTC Brauweiler 1948 | 1. BV Mülheim | TuS Gildehaus                                |
| 1990/1991 | TTC Brauweiler 1948 | SG Anspach | TuS Gildehaus                                |
| 1991/1992 | TuS Gildehaus (Gerrit Burkert, André Vos, Boris Reichel, Jan Buschschlüter, Kai Thomas, Katerina Kadlec, Bettina Schüttmann, Iris Bardenhorst)                                                             | 1. BV Mülheim | SV/MTV Winsen                                |
| 1992/1993 | TuS Gildehaus (Gerrit Burkert, André Vos, Boris Reichel, Jan Buschschlüter, Kai Thomas, Katerina Kadlec, Bettina Schüttmann, Alexandra Beckmann)                                                           | FC Langenfeld | VfL Berliner Lehrer                          |
| 1993/1994 | FC Langenfeld | |                                              |
| 1994/1995 | FC Langenfeld (Mike Joppien, Björn Joppien, Lutz Ullmann, Christian Baudewin, Marcus Berghaus, Andreas Wölk, Sven Reuter, Jessica Willems, Katrin Loewe, Nicole Krause)                                    | VfL Berliner Lehrer | TSV Glinde                                   |
| 1995/1996 | FC Langenfeld (Mike Joppien, Björn Joppien, Christian Baudewin, Andreas Wölk, Sven Reuter, Johannes Bilo, Denise Otto, Nina Willems, Kerstin Rommel)                                                       | BV Gifhorn | TV Herbertshofen                             |
| 1996/1997 | FC Langenfeld | TSV Neubiberg-Ottobrunn |                                              |

## Meister und Platzierte U19
| Saison    | Erster | Zweiter | Dritter |
| --------- | --- | --- | --- |
| 1998      | FC Langenfeld | | |
| 1999      | 1. BCW Hütschenhausen | | |
| 2000      | SG EBT Berlin (Tim Dettmann, Norman Wolke, Li Haitong, Karsten Lehmann, Martina Neiling, Caren Hückstädt, Cathrein Hückstädt) | Bottroper BG (Michael Weyck, Mathias Kuchenbecker, Alex Drönner, Daniel Erkens, Thomas Kuchenbecker, Carina Mette, Susanne Weyck, Sabrina Wessel) | 1. BCW Hütschenhausen |
| 2001      | FC Langenfeld (Manuel Andratschke, Matthias Bilo, Aileen Rößler, Isabelle Althof, Torsten Wölk, Christian Sonnenberg, Michael Burghard, Saskia Trettin, Kristina Kettner, Melanie Koch)                                                                                  | SG EBT Berlin (Tim Dettmann, Norman Wolke, Cathrein Hückstädt, Maria Neiling, Marcus Köster, Karsten Lehmann, Monja Bölter) | Greifswalder SV 98 (Michael Kämmer, Maik Pierron, Kirstin Töllner, Ulrike Heiden, Matthias Redlich, Johannes Barz, Andreas Kämmer, Juliane Pöthkow) |
| 2002      | FC Langenfeld (Matthias Bilo, Manuel Andratschke, Torsten Wölk, Isabelle Althof, Aileen Rößler, Andreas Freudenhammer, Markus Pyrlik) | BW Wittorf (Lars Brosowski, Michaela Kitschke, Patrick Neubacher, Joachim Persson, Isa Schaupp, Sascha Klopp, Robert Fink) | TSV Neubiberg-Ottobrunn (Timo Courage, Julia Hauber, Benjamin Placzek, Verena Roth, Verena Beil, Michael Hauber, Tobias Braun) |
| 2003      | SG Empor Brandenburger Tor Berlin (Andreas Kämmer, Bork Gerbsch, Fabian Zilm, Marcus Köster, Dung Le Viet, Florian Möhmel, Tim Gericke, Elke Biesbrouck, Thérèse Nawrath, Cathrein Hückstädt, Steffi Seidel, Maria Neiling)                                              | TSV Neubiberg-Ottobrunn (Gregory Schneider, Julien Pohl, Steffen Hohenberg, Robert Nysten, Benny Kösch, Alexander Roovers, Sebastian Tyssen, David Stremlau, Tanja Spennhoff, Isabel Wilbert, Katrin Rylender, Anke Schröter, Jasmin Dittmann, Trainer: Eggert Zschau) | 1. BC Beuel (Tim Zander, Anne Behrends, Till Zander, Jennifer Lim, Timo Umland, Simone Schiek, Jan Petschulat, Anna-Lena Zietan, Christopher Dannheim, Nadine Steinert, Lee Strangfeld, Florian Gulau, Christoph Dehn)                                                  |
| 2004      | BV Gifhorn (Guido Radecker, Hannes Roffmann, Robert Hinsche, Alexander Ohk, Martin Denecke, Annekatrin Lillie, Anne Behrends, Tim Kluczinski; Trainer: Dirk Reichstein und Hans Werner Niesner)                                                                          | TSV Neubiberg-Ottobrunn (Michael Hauber, Benjamin Plazek, Sandra Eckstein, Julia Schmidt, Oliver Roth, Dominik Doll) | 1. BV Mülheim (Gregory Schneider, Robert Nysten, Tanja Spennhoff, Anke Schröter, Steffen Hohenberg, Alexander Roovers) |
| 2005      | 1. BV Mülheim (Mathieu Pohl, Alexander Roovers, Robert Nysten, Fabian Lange, Adrian Gevelhoff, Janet Köhler, Katrin Rylender, Maike Unseld) | BV Gifhorn (Hannes Roffmann, Robert Hinsche, Tim Kluczinski, Martin Denecke, Max Schichta, Anne Behrends, Annekatrin Lillie, Tessa Koschig) | PTSV Rosenheim (Hannes Käsbauer, Oliver Roth, Knieling, Manuel Heumann, Peter Käsbauer, Katharina Giebfried, Bachmayer, Lisa Enzinger) |
| 2006      | SG EBT Berlin (Eetu Heino, Johannes Szilagyi, Thomas Föllmer, Charly David, Tim Gericke, Anne-Christin Reiter, Steffi Seidel, Anja Buchert) | FC Langenfeld (Maurice Deprez, Mirko Fillbrunn, Manuel Reichert, Jonas Weise, Simon Schumacher, Lisa Heidenreich, Fabienne Deprez, Fabienne Köhler, Lisa Hankammer) | SV Fischbach 1959 (Fabian Hammes, Jonas Geigenberger, Philip Merz, Kevin Joss, Julian Degiuli, Elena Zinssius, Alina Hammes, Katrin Becker, Julia Schwing) |
| 2007      | FC Langenfeld (Maurice Deprez, Mirko Fillbrunn, Philipp Wachenfeld, Jonas Weise, Selina Weinzettel, Fabienne Köhler, Lisa Hankammer, Nina Röhn) | SV Fischbach 1959 (Fabian Hammes, Jonas Geigenberger, Philip Merz, Julian Degiuli, Elena Zinssius, Linda Reuther, Sonja Kick, Anne Schwing) | SG EBT Berlin (Eetu Heino, Johannes Szilagyi, Florian Möhmel, Francis Karge, Philipp Funk, Martin Kroll, Carla Nelte, Anja Buchert, Sinah Holtschke) |
| 2008      | SV Fischbach 1959 (Richard Domke, Jonas Geigenberger, Philip Merz, Julian Degiuli, Jan Huyhsen, Svenja Weyrauch, Linda Reuther, Alina Hammes, Anne Schwing) | BW Wittorf (Finn Glomp, Nico Coldewe, Jendrik Städler, Wei-Ming Hauschild, Neele Voigt, Kathleen Ebersbach) | FC Langenfeld (Jonas Weise, Jannis Hoffsümmer, Fabian Scherpen, Philipp Wachenfeld, Raphael Beck, Selina Weinzettel, Fabienne Köhler, Fabienne Deprez) |
| 2009      | TSV Lauf (Tobias Wadenka, Max Schwenger, Moritz Bußler, Felix Oestereich, Marc Schwenger, Isabel Herttrich, Amelie Oliwa) | SV Fischbach 1959 (Jonas Geigenberger, Philip Merz, Florian Degiuli, Jan Huyhsen, Julian Reuther, Svenja Weyrauch, Julia Schwing, Alina Hammes) | 1. BV Mülheim (René Rother, Rainer Roovers, Phillippe Craul, Timon Ufermann, Alina Kölsch, Katharina Altenbeck) |
| 2010      | TV Refrath (Raphael Beck, Fabian Janik, Sven Floßbach, Mark Byerly, Kevin Mischke, Sebastian Brings, Tabea Sänger, Marie Kelzenberg, Mette Stahlberg, Lisa-Marie Wust)                                                                                                   | TSV Trittau (Nikolaj Persson, Nico Coldewe, Moritz Freudenthaler, Timo Woidich, Jonathan Persson, Merle Wossidlo, Jenny Wecker, Joyce Grimm) | SV Fun-Ball Dortelweil (Kai Schäfer, Fabian Holzer, Nils Rotter, Hendrik Schleibinger, Alexander Alifkin, Yola Wagner, Silvia Reck, Larissa Schäfer) |
| 2011      | SV Fun-Ball Dortelweil (Kai Schäfer, Alexandar Alifkin, Hendrik Schleibinger, Fabian Holzer, Nils Rotter, Peter Lang, Silvia Reck, Anika Dörr) | TV Refrath (Raphael Beck, Mark Byerly, Kevin Mischke, Erik Rose, Philip Wieler, Lisa-Marie Wust, Janice Kaulitzky) | BC Hohenlimburg (Malte Laibacher, Paul Sentek, Sebastian Haardt, Tim Porps, Torben Trapp, Christian Bald, Marlene Hoffmann, Wei Ling Hu, Lara-Carina Buchelt) |
| 2012      | TSV 1906 Freystadt (Johannes Pistorius, Michael Teuber, Florian Waffler, Philipp Serby, Stefan Waffler, Felix Kick, Tobias Eckstein, Tim Fischer, Christian Jochum, Tania Jötten, Laila Jötten, Johanna Reinhardt, Lara Neumüller)                                       | 1. BC Beuel (Max Weißkirchen, Cedric Hanke, Tobias Mund, Martin Kroll, Thilo Mund, Alex Chan Heinze, Martin Lülsdorf, Felix Assenmacher, Hannah Pohl, Eva Janssens, Sara Janssens, Verena Lemke)                                                                       | SV Fun-Ball Dortelweil (Kai Schäfer, Nils Rotter, Sandro Kulla, Hendrik Schleibinger, Alexander Reck, Gunnar Scheiwe, Paul Sahm, Maximilian Sandmayr, Anika Dörr, Silvia Reck, Larissa Schäfer, Anna Bronec, Lara Hagemann)                                             |
| 2013      | TV Refrath (Fabian Roth, Dinah Riss, Darius Knuppertz, Lukas Mülhaus, Marie Kelzenberg, Lars Schänzler, Janice Kaulitzky, Mark Byerly) | SpVgg. Sterkrade-Nord (Mirco Achzenick, Philipp Zieschang, Jan-Henrik Herrig, Simon Reinhardt, Ramona Hacks, Jennifer Karnott) | TSV Trittau (Jonathan Persson, Niklas Klein, Daniel Seifert, Lasse Rathjens, Joyce Grimm, Nadine Cordes) |
| 2014      | 1. BC Beuel (Max Weißkirchen, Luise Heim, Felix Gunzer, Eva Janssens, Hasan Hasan, Anna Jörg, Christopher Klauer, Teresa Rondorf, Torben Trapp, Katja Holenz, Max Breuers, Benjamin Flösch, Leo Kukat, Martin Lülsdorf, Leonard Johnson, Levin Bauerfeind, Marvin Datko) | TSV Trittau (Gustaf Firdaus, Nadine Cordes, Daniel Seifert, Joyce Grimm, Lasse Rathjens, Lisa Woidich, Niklas Klein, Antje Biel, Johann Oetjens, Jan Henrik Peters, Henrik Tilkorn, Jan Philipp Zblewski)                                                              | TSV 1906 Freystadt (Johannes Pistorius, Tania Jötten, Philipp Serby, Laila Jötten, Stefan Waffler, Annabella Jäger, Felix Kick, Anna Blomeyer, Tim Fischer, Verena Bezold, Matthias Dürmeier, Svenja Dittenhofer, Benett Elstermann, Tobias Eckstein, Christian Jochum) |
| 2015      | 1. BC Beuel (Max Weißkirchen, David Peng, Christopher Klauer, Hasan Hasan, Felix Gunzer, Eva Janssens, Luise Heim) | TSV 1906 Freystadt (Tim Fischer, Hannes Gerberich, Annabella Jäger, Vanessa Seele, Matthias Dürmeier, Stefan Waffler, Julia Kunkel, Felix Kick, Bennett Elstermann) | BC Phönix Hövelhof (Niklas Kampmeier, Robin Möller, Sven Falkenrich, Tom Praschan, Judith Petrikowski, Hannah Schiwon, Jannis Albers, Max Schnurpfeil, Miriam Fischer, Jule Petrikowski, Jakob Linnig, Felix Mügge)                                                     |
| 2016      | BW Wittorf (Bjarne Geiss, Jan Colin Völker, Torge Bauer, Adrian Scheffler, Simon Bode, Philipp Nebendahl, Kjell Geiss, Stine Küspert, Carina Hingst, Katharina Mumm-Rothhardt und Maj-Britt Behl)                                                                        | 1. BC Beuel (Lukas Resch, Christopher Klauer, Leonard Johnson, Moritz Rappen, Hanjo Thiele, Levi Mejikovskiy, Anke Fastenau, Katja Holenz, Selina Giesler, Greta Petersen und Marie Mußhof)                                                                            | TSV Trittau (Daniel Seifert, Lasse Rathjens, Jan Philipp Zblewski, Kjell Mielke, Julian Wittig, Brenda Fernardin, Marina Korsch und Lilli Gellersen) |
| 2017      | 1. BC Beuel (Daniel Hess, Lukas Resch, Patrick Scheiel, Christopher Klauer, Leonard Johnson, Moritz Rappen, Marvin Datko, Anke Fastenau, Katja Holenz, Selina Giesler und Greta Petersen)                                                                                | SV Fischbach 1959 (Felix Hammes, Jonas Kehl, Levin Henze, Nils Rogenwieser, Vincent Arnu, Aaron Petzhold, Lea Schwarz, Lisa Diemer und Lena Germann) | SV Fun-Ball Dortelweil (Sebastian Grieser, Kayleen Shi, Huy-Van Ta, Michelle Antony, Coach Johannes Grieser, Caroline Huang, Huy-Minh Nguyen, Giao-Tien Nguyen, Sven Rotter und Christian Burdenski)                                                                    |
| 2018      | 1. BC Beuel (Lukas Resch, Christopher Klauer, Moritz Rappen, Leonard Johnson, Marvin Datko, Annalena Diks, Alicia Molitor und Selina Giesler) | Horner TV (Hauke Graalmann, Matthias Kicklitz, Tim Milewski, Kevin Baranczyk, Simon Bieszke, Felix Bachmann, Annika Schreiber und Emma Moszczynski) | TV Refrath (Elias Beckmann, Corvin Schmitz, Enrico Kausemann, Fritz Leon Binus, Bennet Peters, Marcello Kausemann, Runa Plützer, Paula Kick, Pia Becher und Laura Berger)                                                                                               |
| 2019      | 1. BC Beuel (Lukas Resch, Moritz Rappen, Marvin Datko, Ben Gatsche, Daniel Stratenko, Simon Rieck, Hendrik Stagge, Selina Giesler, Hannah Jänichen, Mia Pethes und Nina Becker)                                                                                          | 1. BV Mülheim (Malik Bourakkadi, Luca Folgmann, Lars Dubrau, Paul Sufryd, Alexander Collenberg, Jarne Schlevoigt, Annika Weis, Lorena Vazquez, Julia Meyer, Nele Jansen, Finja Rosendahl und Svea Maria Stempniak)                                                     | Horner TV (Matthias Kicklitz, Rasmus Hommelgaard, Jonathan Dresp, Simon Blieszke, Felix Bachmann, Kenneth Neumann, Michel Schuster, Weronika Krawiec und Thuc Phuong Nguyen)                                                                                            |
| 2020 2021 | nicht ausgetragen | nicht ausgetragen | nicht ausgetragen |
| 2022      | TV Refrath (Kian-Yu Oei, Malik Bourakkadi, Nikolas Klauer, Mark Euler, Kaspar Voß, Nikolaj Stupplich, Philipp Euler, Noah Volkmann, Florentine Schöffski, Selin Hübsch, Marie Schmidt, Kalliope Hermel, Nina Steffes, Fanny Gieseke)                                     | Horner TV (Jonathan Dresp, Kenneth Neumann, Luca Wiechmann, Eric Teller, Hannes Blühdorn, Anton Blühdorn, Michel Schuster, Lara-Sophie Dreessen, Pauline Sander, Emily Bischoff)                                                                                       | 1. BV Mülheim (Art Geisen, Nils Dubrau, Johann Sufryd, Mika Poste, Marius Heinrich, Tim Bonnemann, Ole Sonnenberger, Mika Kulschewski, Julia Meyer, Svea Marie Stempniak, Anna Bonnemann, Lisa Paula Bonnemann, Michelle Mayzenshteyn, Zoe Müller, Marie-Lou Wagner)    |
| 2023      | 1. BC Beuel (Sanjeevi Padmanabhan Vasudevan, Til Gatzsche, Philipp Irsen, Ole Schroth, Benjamin Klein, Malte Brögger, Cornelius Wolf, Tom Klein, Fabio Hosnofsky, Anna Mejikovskiy, Jolina Abel, Lucienne Segler)                                                        | Horner TV (Luca Wiechmann, Eric Teller, Hannes Blühdorn, Michel Schuster, Justin Rastel, Lara-Sophie Dreessen, Emily Bischoff, Alina Lin) | SV Fischbach 1959 (David Eckerlin, Moritz Miller, Finn Busch, Bruno Steffen-Sánchez, Simon Schenk, Jonas Schmid, Fabian Rys, Anna-Lena Zorn, Lilly Reiter, Anastasiia Gietzen)                                                                                          |
| 2024      | | | |
| 2025      | | | |

## Deutsche Mannschaftsmeisterschaft der U22

### Austragungsorte
| Jahr | Datum          | Ort       |
| ---- | -------------- | --------- |
| 1979 | 05./06.05.1979 | Wesel     |
| 1980 | 03./04.05.1980 | Dillingen |
| 1981 | 02./03.05.1981 | Glinde    |
| 1982 | 01./02.05.1982 | Bielefeld |
| 1983 | 07./08.05.1983 | Bielefeld |

| Jahr | Datum          | Ort       |
| ---- | -------------- | --------- |
| 1984 | 1984           | Bielefeld |
| 1985 | 1985           | Bielefeld |
| 1986 | 05./06.04.1986 | Bielefeld |
| 1987 | 28./29.05.1987 | Bielefeld |